# Kanton Sainte-Menehould

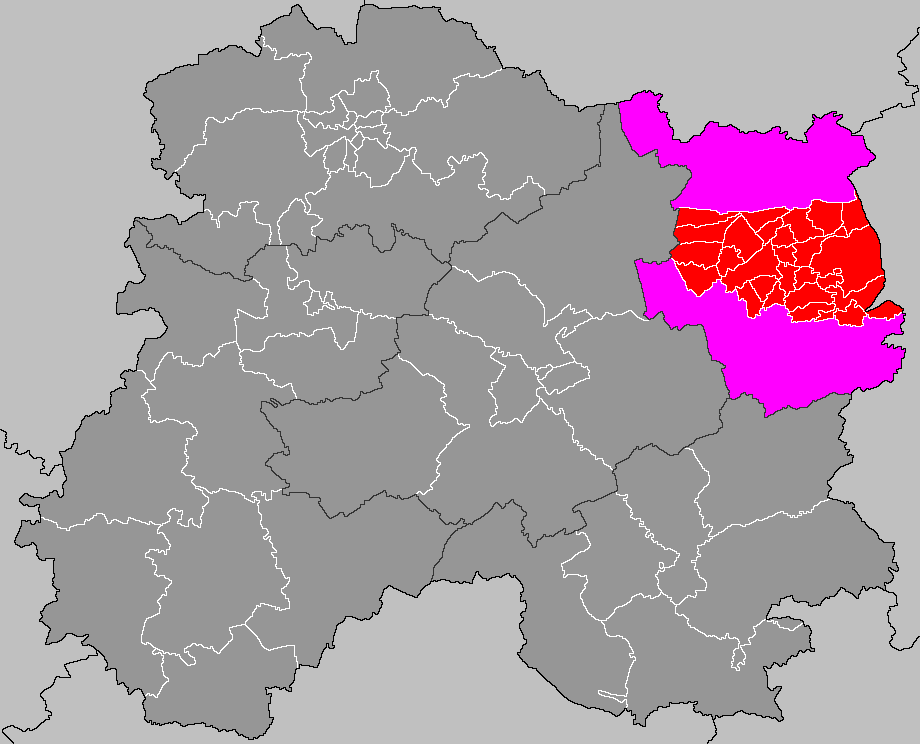
Lokalisierung des Kantons Sainte-Menehould

Der Kanton Sainte-Menehould war bis 2015 ein französischer KWahlkreis im Arrondissement Sainte-Menehould, im Département Marne und in der Region Champagne-Ardenne; sein Hauptort war Sainte-Menehould.
Der Kanton Sainte-Menehould war 241,54 km² groß und hatte 8824 Einwohner (Stand 1999).

## Gemeinden
Der Kanton bestand aus 27 Gemeinden:
| Gemeinde              | Einwohner Jahr | Fläche km² | Bevölkerungsdichte | Code INSEE | Postleitzahl |
| --------------------- | -------------- | ---------- | ------------------ | ---------- | ------------ |
| Argers                | 116 (2013)     | –          | – Einw./km²        | 51015      | 51800        |
| Braux-Sainte-Cohière  | 92 (2013)      | –          | – Einw./km²        | 51082      | 51800        |
| Braux-Saint-Remy      | 95 (2013)      | –          | – Einw./km²        | 51083      | 51800        |
| La Chapelle-Felcourt  | 57 (2013)      | –          | – Einw./km²        | 51126      | 51800        |
| Châtrices             | 34 (2013)      | –          | – Einw./km²        | 51138      | 51800        |
| Chaudefontaine        | 337 (2013)     | –          | – Einw./km²        | 51139      | 51800        |
| Courtémont            | 68 (2013)      | –          | – Einw./km²        | 51191      | 51800        |
| La Croix-en-Champagne | 84 (2013)      | –          | – Einw./km²        | 51197      | 51600        |
| Dommartin-Dampierre   | 69 (2013)      | –          | – Einw./km²        | 51211      | 51800        |
| Dommartin-sous-Hans   | 50 (2013)      | –          | – Einw./km²        | 51213      | 51800        |
| Élise-Daucourt        | 103 (2013)     | –          | – Einw./km²        | 51228      | 51800        |
| Florent-en-Argonne    | 259 (2013)     | –          | – Einw./km²        | 51253      | 51800        |
| Gizaucourt            | 111 (2013)     | –          | – Einw./km²        | 51274      | 51800        |
| Hans                  | 151 (2013)     | –          | – Einw./km²        | 51283      | 51800        |
| Laval-sur-Tourbe      | 54 (2013)      | –          | – Einw./km²        | 51317      | 51600        |
| Maffrécourt           | 57 (2013)      | –          | – Einw./km²        | 51336      | 51800        |
| Moiremont             | 212 (2013)     | –          | – Einw./km²        | 51370      | 51800        |
| La Neuville-au-Pont   | 555 (2013)     | –          | – Einw./km²        | 51399      | 51800        |
| Passavant-en-Argonne  | 214 (2013)     | –          | – Einw./km²        | 51424      | 51800        |
| Saint-Jean-sur-Tourbe | 100 (2013)     | –          | – Einw./km²        | 51491      | 51600        |
| Sainte-Menehould      | 4.290 (2013)   | –          | – Einw./km²        | 51507      | 51800        |
| Somme-Bionne          | 80 (2013)      | –          | – Einw./km²        | 51543      | 51800        |
| Somme-Tourbe          | 148 (2013)     | –          | – Einw./km²        | 51547      | 51600        |
| Valmy                 | 298 (2013)     | –          | – Einw./km²        | 51588      | 51800        |
| Verrières             | 415 (2013)     | –          | – Einw./km²        | 51610      | 51800        |
| Villers-en-Argonne    | 236 (2013)     | –          | – Einw./km²        | 51632      | 51800        |
| Voilemont             | 48 (2013)      | –          | – Einw./km²        | 51650      | 51800        |